# Žádná jiná země
Žádná jiná země je palestinsko-norský koprodukční dokumentární film ve společné režii Básela Adry, Hamdana Ballála, Júvala Abrahama a Rachel Szor. Jde o jejich debutový snímek. Film je výsledkem úsilí palestinsko-izraelského kolektivu čtyř aktivistů upozornit na každodenní důsledky izraelsko-palestinského konfliktu na Západním břehu Jordánu. Měl premiéru v únoru 2024 na filmovém festivalu Berlinale.
Snímek vyhrál desítky filmových ocenění. V roce 2024 zvítězil například na Berlinale a v roce 2025 na 97. ročníku udílení Oscarů.

## Děj
Mladý palestinský aktivista jménem Básel Adra od dětství vzdoruje nucenému vysídlení svého lidu izraelskou armádou v palestinské oblasti Masáfer Jatta, kde se sdružují téměř dvě desítky malých vesniček, na okupovaném palestinském území Západního břehu Jordánu. S pomocí kamery zaznamenává postupné ničení své vlasti, kde izraelští vojáci bourají domy a vystěhovávají tamní obyvatele, aby vytvořili vojenskou palebnou zónu. Básel se spřátelí s Júvalem, židovským izraelským novinářem, který mu pomáhá v jeho aktivismu a opravě zničených obydlí. Vytvoří si nečekané pouto, ale jejich přátelství je zkoušeno obrovskou propastí mezi jejich životními podmínkami: Básel čelí neustálému útlaku a násilí, zatímco Júval si užívá svobody a bezpečí.

## Přijetí
Dokumentární film byl uveden na desítkách mezinárodních filmových festivalů. V Česku například na Mezinárodním filmovém festivalu Karlovy Vary a na Jednom světě. Na agregátoru recenzí Rotten Tomatoes měl snímek hodnocení 100 %. Na Metacritic měl skóre 93/100.
I přesto, že šlo o oceňovaný dokumentární film, se mu nedařilo ve Spojených státech amerických najít distributora, který by ho uvedl v kinech nebo na streamovacích službách. Podle kritiků byly důvody politické.

## Napadení režiséra
V březnu 2025 byl režisér filmu Hamdan Ballál ve svém domě napaden a poraněn skupinou izraelských osadníků a následně zadržen izraelskou armádou. Útočnici současně poškodili jeho vůz a dům. Vedení americké Akademie filmového umění a věd (respektive Oscarů) v reakci vydalo obecné prohlášení, ve kterém uvedli, že odsuzují „napadání nebo potlačování umělců pro jejich práci nebo jejich názory“. To vzbudilo kritiku od režiséra dokumentu Júvala Abrahama. Poté téměř 700 členů Akademie, amerických herců a režisérů, zaslalo otevřený dopis vedení Oscarů, aby vydali konkrétnější prohlášení. V dopise sami napsali, že odsuzují „brutální napadení a nezákonné zadržování oscarového palestinského filmaře Hamdana Ballála osadníky a izraelskými silami na Západním břehu Jordánu“. Dopis podepsali například: Olivia Colman, Javier Bardem, Joaquin Phoenix, Penélope Cruz, Emma Thompson, Natasha Lyonne, Maggie Gyllenhaal, Mark Ruffalo, Riz Ahmed, John Cusack, Elizabeth Olsen, Marisa Tomei, Ava DuVernay, Alfonso Cuarón, Adam McKay nebo Jonathan Glazer. Vedení Akademie se následně omluvilo za své nedostatečně adresné vyjádření a následně vydalo nové, kde odsoudilo konkrétní útok na Ballála kvůli jeho filmu Žádná jiná země.